# David Catania
David A. Catania (sinh ngày 16 tháng 1 năm 1968) là một chính khách và luật sư độc lập người Mỹ đến từ Washington, D.C. Ông trước đây là một thành viên at-large của Hội đồng Quận Columbia, ông đã từ bỏ để theo đuổi một cuộc điều hành không thành công trong cuộc bầu cử thị trưởng năm 2014.

## Tuổi thơ và giáo dục
Sinh ra tại Thành phố Kansas, Missouri, Catania tốt nghiệp  Trường Dịch vụ Đối ngoại của Đại học Georgetown và Trung tâm Luật Đại học Georgetown.

## Đời tư
Catania kết hôn với nhà thiết kế hoa Bill Enright vào ngày 5 tháng 8 năm 2017 trong một buổi lễ được điều hành bởi đồng nghiệp cũ của Hội đồng Mary Cheh.